# Basil Williams
Basil Williams (n. 11 martie 1891, Buenos Aires, Argentina – d. 1951, Surrey, Anglia, Regatul Unit) a fost un patinator artistic ce a reprezentat Regatul Unit al Marii Britanii și Irlandei, medaliat olimpic. A participat la o ediție a Jocurilor Olimpice (1920) în care a câștigat o medalie de bronz.